# Saint-Pouange

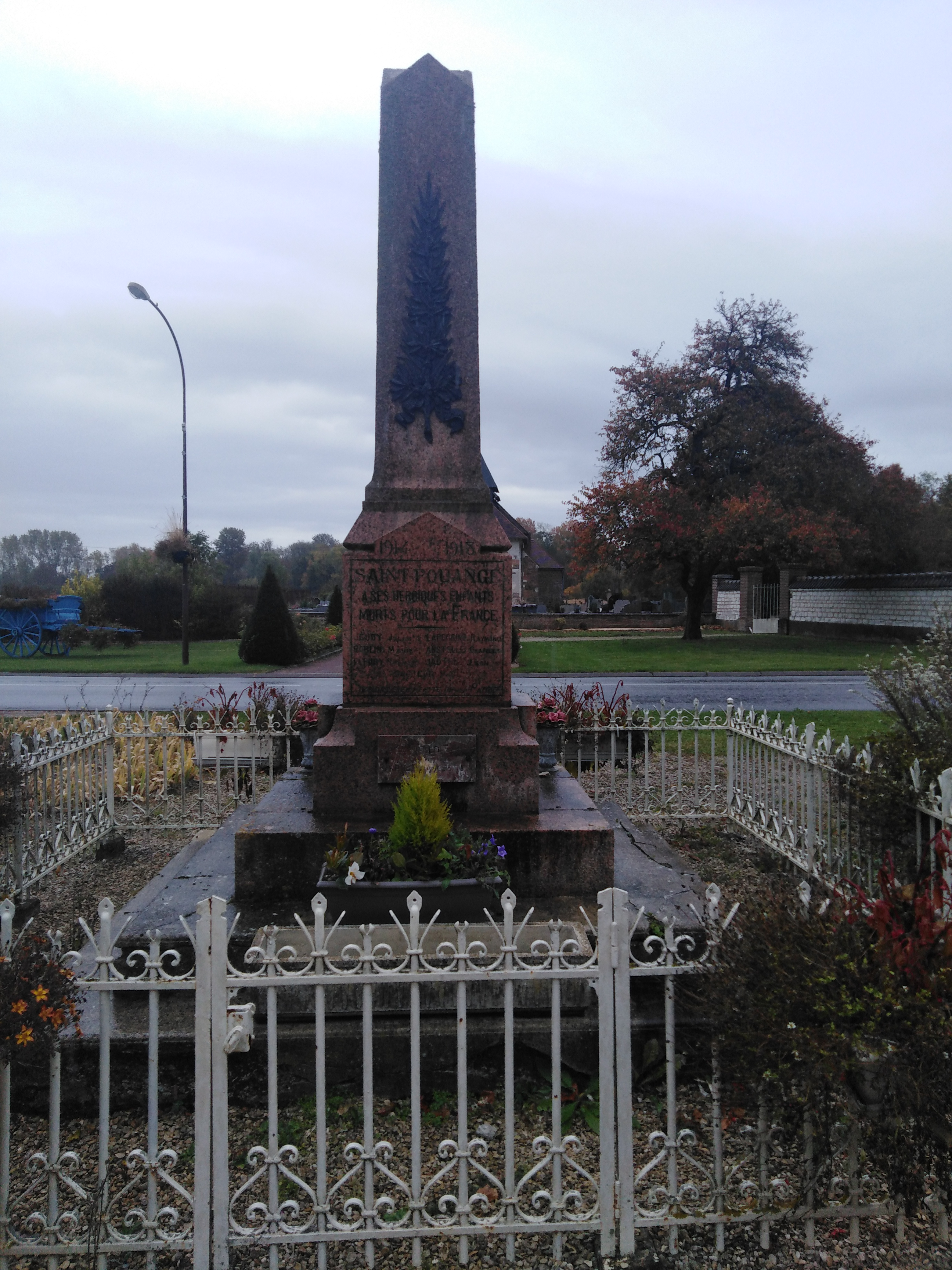
Das Kriegerdenkmal für die französischen Gefallenen des Ersten Weltkriegs in Saint-Pouange.

Saint-Pouange ist eine französische Gemeinde mit 1000 Einwohnern (Stand 1. Januar 2022) im Département Aube in der Region Grand Est; sie gehört zum Arrondissement Troyes und zum Kanton Les Riceys.

## Bevölkerungsentwicklung
| Jahr      | 1962 | 1968 | 1975 | 1982 | 1990 | 1999 | 2008 | 2016 |
| Einwohner | 136  | 207  | 296  | 589  | 778  | 719  | 886  | 906  |

## Persönlichkeiten
- Die Herren und Marquis de Saint-Pouange aus dem Haus Colbert